# Arabba
Arabba is een plaats in de Noord-Italiaanse provincie Belluno. Het behoort tot de gemeente Livinallongo del Col di Lana.
De plaats ligt aan de beroemde Dolomietenweg op het punt waar de wegen van de Pordoipas en Campolongopas samenkomen. Door Arabba stroomt de rivier de Cordevole die iets verder westwaarts ontspringt op de Pordoipas. Gedurende de winter is de plaats een belangrijk wintersportoord, 's zomers is Arabba een geliefd beginpunt voor bergwandelingen.